# 地基
地基是工程学概念，指建筑和地面的土体或岩体相连接的一部分。对于浮动结构而言，地基可以指浮动结构和水面相接触的部分。一般而言，可将地基分为深地基和浅地基。作为建筑地基的土层分为岩石、碎石土、砂土、粉土、黏性土和人工填土。

### 引用
1. ↑  Karl von Terzaghi; Ralph Brazelton Pec}; Mesri, Gholamreza,  3rd, New York: John Wiley & Sons: 386, 1996, ISBN 0-471-08658-4